# Las aventuras del príncipe Achmed
Las aventuras del príncipe Achmed (Die Abenteuer des Prinzen Achmed) es una película animada de larga duración de 1926 realizada por la animadora alemana Lotte Reiniger. Es el largometraje animado más antiguo que se conserva. Se realizó con la técnica de animación con siluetas que Reiniger había inventado, consistente en manipular recortes de cartón y láminas finas de plomo bajo una cámara. La técnica que empleó para la cámara es similar a las sombras del teatro Wayang, aunque las suyas estaban animadas fotograma a fotograma y no manualmente. La película original estaba coloreada. La historia está basada en elementos tomados de Las mil y una noches, especialmente La historia del príncipe Ahmed y el hada Paribanou, que aparece en The Blue Fairy Book de Andrew Lang. Con la ayuda de Aladino, la Bruja de la Montaña de Fuego y un caballo mágico, el protagonista lucha contra el hechicero africano para conseguir la mano de Peri Banu.

## Trama
Un hechicero africano (der afrikanische Zauberer) invoca un caballo volador, que muestra al califa. Cuando el hechicero se niega a venderlo por cualquier cantidad de oro, el califa ofrece cualquier tesoro que tenga. El hechicero escoge a Dinarsade, la hija del Califa, para su gran angustia. El príncipe Achmed, hermano de Dinarsade, se opone, pero el hechicero le persuade de probar el caballo. El príncipe no sabe cómo controlar al caballo, que se lo lleva lejos, más y más alto en el cielo. El califa hace encarcelar al hechicero.
Cuando Achmed descubre cómo hacer descender el caballo, se encuentra en una extraña tierra extranjera, una isla mágica llamada Wak Wak. Baja desde la azotea a un palacio y es recibido por un grupo de atractivas doncellas. Cuando comienzan a luchar por su atención, él vuela a un lago. Allí, observa como Pari Banu, la hermosa soberana de la tierra de Wak Wak, llega con sus asistentes para bañarse. Cuando lo ven, todas vuelan lejos, excepto Peri Banu, porque Achmed tiene su traje mágico de plumas voladoras. Ella huye a pie, pero él la captura. Él se gana su confianza cuando le devuelve sus plumas. Ellos se enamoran. Ella le advierte, sin embargo, que los demonios de Wak Wak tratarán de matarlo.
El hechicero se libera de sus cadenas. Transformándose en un murciélago, busca a Achmed. El príncipe persigue al hechicero (de nuevo en forma humana) y cae en un pozo. Mientras Achmed lucha contra una serpiente gigante, el hechicero se lleva a Pari Banu a China y la vende al Emperador. El hechicero vuelve e inmoviliza a Achmed bajo una roca en la cima de una montaña. Sin embargo, la bruja (die Hexe) de la montaña de fuego lo advierte y rescata a Achmed. El hechicero es su archienemigo, por lo que ayuda a Achmed a rescatar a Pari Banu del emperador.
Los demonios de Wak Wak encuentran a la pareja y, a pesar de la fiera resistencia de Achmed, se llevan a Pari Banu. Achmed obliga a un demonio cautivo a llevarlo a Wak Wak. Sin embargo, las puertas de Wak Wak están bloqueadas. Luego mata a un monstruo que está atacando a un muchacho llamado Aladino.
Aladino cuenta cómo él, un pobre sastre, fue reclutado por el hechicero para recuperar una lámpara mágica de una cueva. Cuando Aladino regresó a la entrada de la cueva, el hechicero exigió la lámpara antes de dejarlo salir. Aladino se negó, por lo que el hechicero lo encerró. Aladino liberó accidentalmente uno de los genios de la lámpara y le ordenó que lo llevara a casa. Luego cortejó y se casó con Dinarsade. Una noche, Dinarsade, el magnífico palacio de Aladino y la lámpara desaparecieron. Culpado por el califa, Aladino huyó para evitar ser ejecutado. Una tormenta en el mar lo arrojó a tierra en Wak Wak. Cuando intentó arrancar la fruta de un "árbol", se convirtió en un monstruo y lo agarró, pero Achmed lo mató.
Entonces la bruja llega. Ya que sólo la lámpara puede abrir las puertas, ella acepta atacar al hechicero para conseguirlo. Se involucran en un duelo mágico, cada uno transformándose en varias criaturas. Después de un tiempo, reanudan sus formas humanas y se lanzan bolas de fuego entre sí. Finalmente, la bruja mata al hechicero. Con la lámpara, son capaces de entrar en Wak Wak, justo a tiempo para salvar a Pari Banu de ser arrojada a su muerte. Una feroz batalla estalla. Un demonio roba la lámpara, pero la bruja la recupera. Ella convoca criaturas de la lámpara que derrotan a los demonios. Una criatura parecida a una hidra se apodera de Pari Banu. Cuando Achmed corta una de sus cabezas, dos más crecen inmediatamente, pero la bruja detiene esta regeneración, permitiendo que Achmed la mate. Un palacio volador se posa en el suelo. Dentro, Aladino encuentra a Dinarsade. Las dos parejas se despiden de la bruja y vuelan a casa en el palacio.

## Banda sonora
La banda sonora original fue compuesta por el músico alemán Wolfgang Zeller en colaboración directa con Reiniger.
El Silk Road Ensemble de Yo-Yo Ma acompañó la película con una sesión de improvisación con instrumentos de cuerda orientales en 2006 en el Museo Rubin de Arte de Nueva York. El Ensemble repitió la experiencia en el Cine Avon de Providence (Rhode Island) en febrero de 2007.
El grupo español Caspervek Trio compuso una nueva partitura para el film en 2014 estrenándola en Vigo, e interpretándola también en Orense, Liptovský Míkulás y Madrid.

## Restauración
Se cree que no se conservan copias de nitrato de celulosa de la película. Aunque la película original estaba entintada, las copias anteriores a la restauración estaban todas en blanco y negro. Trabajando con copias de nitrato, archiveros alemanes y británicos restauraron el largometraje entre 1998 y 1999 incluyendo la reintegración de la imagen entintada original utilizando el método Desmet.